# Isépy Aladár
Isépy Aladár (1881. január 3. – 1950. július 4.), a Magyar Királyi honvédség (1867–1918) és a Magyar Királyi Honvédség (1922–1945) tisztje és tábornoka volt.

## Életpályája
Isépy Aladár 1881. január 23-án született a Zemplén vármegyei Homonna melletti Szinnán, ősi nemesi családban, mely még a Bogátradvány nemzetség Magyarizsépi Isépy ágából származott. Apja Isépy Kálmán, 1875 és 1888 között Zemplén vármegye főispánja, anyja Csuka Mária voltak. Hárman voltak testvérek, ő volt a legidősebb. Testvérei: Anna (1883. január 2. – 1950. június 28.) és Kálmán (1885. március 2. – 1958. június 15.).
A Ludovika Akadémiát Budapesten végezte el, majd 1899. augusztus 18-tól katonai pályára lépett, ahol idővel kapitányi rangot kapott. Részt vett az első világháborúban, ahol bátorságáért kitüntetést kapott. A háború után előbb az újonnan létrejött magyar főigazgatóságon szolgált különböző beosztásokban, később pedig ezredesi rangban Pécsen, egy gyalogezred parancsnokaként, végül mint tábornok hosszú ideig Budapesten. 1929–1935-ig a főváros honvédhelyőrség parancsnoka volt. E beosztásaiban több katonai kitüntetést is kapott.
Altábornagyként való nyugdíjbavonulása után állami kitüntetésként megkapta a Lovagrendet is. 
Soha nem nősült meg, élete folyamán örökbe fogadta Anna nevű nővére mindkét fiát: Lászlót és Istvánt. 
1950. július 4-én, 69 évesen hunyt el. A farkasréti temetőn található a sírhelye [2-31].